# Bruce Gilley
Bruce Gilley (21 de julho de 1966) é professor de Ciência Política na Portland State University. Gilley ganhou aclamação internacional, mas também uma tempestade de críticas por seu controverso artigo de revisão por pares "The Case for Colonialism", publicado em uma edição online da revista científica 'The Third World Quarterly' em 2017. Quinze membros do conselho da revista renunciaram devido a Artigo de Gilley.

## Biografia
Gilley recebeu seu Bacharelado em Economia e Relações Internacionais pela Universidade de Toronto em 1988. Ele foi um bolsista da Commonwealth na Universidade de Oxford de 1989 a 1991, onde recebeu seu diploma de mestre em filosofia e em economia em 1991. De 1992 a 2002, trabalhou como jornalista em Hong Kong, escrevendo para o jornal Eastern Express e depois para a revista Far Eastern Economic Review . Gilley foi um Woodrow Wilson Scholar na Universidade de Princeton de 2004 a 2006, onde recebeu seu PhD em política em 2007.

## Bolsa de estudos
O artigo de Gilley de 2006 "O significado e a medida da legitimidade do Estado: resultados para 72 países" introduziu uma nova medida quantitativa multidimensional do conceito qualitativo de legitimidade política. Desde então, seu trabalho foi estendido por outros estudiosos e personalizado para regiões geográficas específicas, como a América Latina e a Europa. O próprio Gilley desde então atualizou seu trabalho sobre quantificação de legitimidade com dados empíricos adicionais.
O artigo de Gilley "The case for colonialism" foi publicado em uma versão online avançada do Third World Quarterly em 2017, contra a recomendação de seus revisores. De acordo com Gilley, o colonialismo era tanto objetivamente benéfico (os benefícios superavam os danos) quanto subjetivamente legítimo (foi aceito por grandes parcelas da população local). Consequentemente, o autor clama por um renascimento do colonialismo. O artigo foi controverso tanto por seu argumento quanto por sua posterior retirada, e resultou em um debate sobre padrões acadêmicos e revisão por pares. Quinze membros do conselho do jornal renunciaram por causa do assunto. Os críticos descreveram o artigo como de baixa qualidade e disseram que ele foi publicado, apesar das objeções dos revisores, como uma forma de clickbait acadêmico.  O artigo foi finalmente retratado com o consentimento de Gilley e republicado no jornal conservador da National Association of Scholars, Academic Questions, em abril de 2018. Quando questionado se seria ético publicar um artigo defendendo o genocídio, Gilley disse: "Acho que todos concordariam que [o genocídio] é um erro moral", mas que não acreditava que o colonialismo fosse um erro moral. O geógrafo Reuben Rose-Redwood argumentou que existe uma conexão documentada entre colonialismo e genocídio. Na primavera de 2022, Gilley respondeu a muitos de seus críticos em um segundo artigo intitulado 'The Case for Colonialism: A Response to My Critics'.
A biografia de Gilley sobre Sir Alan Burns, intitulada The Last Imperialist: Sir Alan Burns's Epic Defense of the British Empire, foi retirada de publicação por Rowman & Littlefield depois que J. Moufawad-Paul iniciou uma petição, que conquistou mais de 1.000 signatários, dizendo que o autor defendia uma perspectiva "pró-colonial" e " nacionalista branca ". Gilley defendeu o livro dizendo que passou por um procedimento de revisão por pares e foi endossado pelos historiadores Tirthankar Roy e Jeremy Black; Roy confirmou que foi revisado por pares e que o havia endossado e afirmou que "[o] que poderia ser uma apologia aos impérios... nunca passou pela minha cabeça, não acho que este livro seja um". O livro foi publicado pela editora conservadora Regnery Gateway em setembro de 2021.

## Associações e prêmios
Gilley é membro dos conselhos editoriais do Journal of Democracy e do Journal of Contemporary China. Ele recebeu os seguintes prêmios e indicações por realizações acadêmicas e artigos:
- Bolsa de estudos da Commonwealth, Universidade de Oxford (1989–1991)
- Prêmio de Estudos do Leste Asiático, Universidade de Princeton (2002)
- Bolsista Woodrow Wilson Scholars, Universidade de Princeton (2004–2006)
- Prêmio Marcel Cadieux, Melhor Artigo sobre Política Externa, Instituto Canadense de Assuntos Internacionais
- Nomeado para Gabriel A. Almond Prêmio de Melhor Dissertação, American Political Science Association (2006, 2012)
- Melhor Dissertação em Política Comparada, Departamento de Política, Universidade de Princeton (2007)
- Prêmio Frank Cass, Melhor Artigo em Democratização (2010)
- Prêmio do Reitor por Realização Acadêmica - Faculdade Sênior, Faculdade de Assuntos Urbanos e Públicos (2016)

Em 2017, Gilley retirou-se da American Political Science Association, afirmando que a considerava carente de diversidade intelectual e possuidora de viés anticonservador. Um membro da Academia Heterodox, ele tem criticado as avaliações de posse que exigem uma promessa de defender a diversidade colegiada.

## Publicações selecionadas

### De autoria
- Tigre à Beira: Jiang Zemin e a Nova Elite da China. University of California Press, 1998.ISBN 0520213955 [9]
- Model Rebels: The Rise and Fall of China's Richest Village. University of California Press, 2001. 978-0520225329[10]
- Novos governantes da China: os arquivos secretos. New York Review of Books, Nova York, 2003. (Com André Nathan) ISBN 978-1590170465 [11]
- O futuro democrático da China: como acontecerá e aonde levará . Columbia University Press, 2004. 978-0231130844[12]
- O direito de governar: como os Estados ganham e perdem a legitimidade. Columbia University Press, 2009. 978-0231138727[13]
- A natureza da política asiática. Cambridge University Press, 2014. 978-0521761710[14]
- O último imperialista: a defesa épica de Sir Alan Burns do Império Britânico. Regnery Gateway, 2021. See MoreISBN 978-1684512171 978-1684512171[15]
- Em defesa do colonialismo alemão: e como seus críticos fortaleceram nazistas, comunistas e os inimigos do Ocidente. Regnery Gateway, 2022. 978-1684512379[16]

### Editado
- Potências Médias e a Ascensão da China. Georgetown University Press, Washington DC, 2014. (Com Andrew O'Neil)
- Mudança política na China: comparações com Taiwan. Lynne Rienner, Boulder, 2008. (Com Larry Diamond)
- Gigantes da Ásia: Comparando China e Índia. Palgrave Macmillan, Nova York, 2005. (Com Edward Friedman)

- "Contra o conceito de conflito étnico", Third World Quarterly . 25 (6): 1155–1166. doi:10.1080/0143659042000256959. Arquivado do original em 20 de janeiro de 2018.
- "The Case for Colonialism", Third World Quarterly, 2017. (Republicado em Academic Questions, June 2018, Vol. 31, No. 2, pp. 167–185.)
- "The Case for Colonialism: A Response to My Critics", Questões Acadêmicas, Primavera de 2022.